# Propnight
Propnight est un jeu vidéo de survival horror multijoueur asymétrique coopératif en ligne avec des mécanismes de style Prop Hunt développé par Fntastic et publié par Mytona (en). Dans le jeu, quatre joueurs ont la possibilité de se transformer en objets afin d'échapper au cinquième joueur, un tueur qui de les attraper et d'empêcher leur fuite. Une période de bêta ouverte sur Steam a duré entre le 15 et le 18 octobre 2021 avant la sortie complète du jeu le 1er décembre 2021. Le jeu est arrêté le 22 janvier 2024.

## Histoire
L'intrigue du jeu reste délibérément mystérieuse, le seul détail donné en dehors du jeu étant que « dans une petite ville de province, des adolescents continuent de disparaître mystérieusement ». Dans un entretien, Anna Vasilieva, la directrice de la communication de Fntastic, explique que Propnight « possède son propre univers mystérieux, et nous avons eu le plaisir de penser à beaucoup de petites choses qui peuvent être remarquées en jouant au jeu. Je ne voudrais pas priver les joueurs du plaisir d'élaborer des théories et de deviner tout par eux-mêmes ».

## Système de jeu
Propnight est un jeu d'horreur asymétrique coopératif à quatre contre un. Quatre joueurs jouent le rôle des survivants, le cinquième joueur jouant le rôle du tueur. Les survivants peuvent se transformer en accessoires à proximité dans l'environnement, tels que des chaises, des pots, et autres, afin de se cacher du tueur. L'objectif des survivants est qu'au moins un survivant s'échappe de la carte. Pour ce faire, les survivants doivent réparer cinq des sept machines placées sur la carte, ce qui ouvre la sortie de la carte. L'objectif du tueur est soit de tuer les quatre survivants, soit d'empêcher leur fuite. Pour attraper un survivant, le tueur doit le renverser, puis le placer sur une chaise, où il mourra s'il n'est pas secouru par un autre survivant. Chaque survivant ne peut être secouru de cette manière que deux fois ; le survivant mourra instantanément s'il est placé sur la chaise une troisième fois.
Propnight s'inspire clairement de Dead by Daylight, mais apporte également sa propre touche unique à la formule des jeux multijoueurs asymétriques[réf. nécessaire]. Les fans de Dead by Daylight peuvent retrouver des éléments familiers dans Propnight, mais découvrir également de nouvelles mécaniques de jeu et une ambiance distincte qui lui sont propres[réf. nécessaire].

## Développement
Propnight est développé à l'aide du moteur de jeu Unreal Engine. Après une période de bêta ouverte qui s'est déroulée entre le 15 et le 18 octobre 2021, le jeu est sorti via Steam le 30 novembre 2021. Le 22 décembre 2023, Fntastic cesse ses activités et annonce que les serveurs de Propnight s'arrêteront le 22 janvier 2024. Depuis, le jeu est indisponible à l'achat. 
Il prend en charge quinze langues, dont l'anglais, le français, l'italien, l'allemand, l'espagnol d'Espagne, le portugais brésilien, l'espagnol d'Amérique latine, le polonais, le russe, le suédois, le chinois traditionnel, le chinois simplifié, le coréen et le japonais pour l'interface et les sous-titres[réf. nécessaire].

## Réception
Aron Poter de New Musical Express écrit que même si le principe de Propnight « prend un certain temps pour s'y habituer », il le décrit comme « une version amusante du concept établi qui sait comment rendre l'action tendue, stimulante et jamais sans plusieurs moments hystériques grâce à la mécanique de reproduction d'accessoires ».
Certains critiques ont également pointé les divers problèmes techniques du jeu au lancement. Rhett Roxl de Sirius Gaming a notamment critiqué la « très mauvaise » mise en œuvre du flou cinétique dans le jeu et son taux d'images par seconde incohérent, qui selon lui, « s'aggrave énormément pendant les moments intenses ».

## Voir également
- The Day Before, le jeu le plus récent de Fntastic
- Dead by Daylight, un jeu d'horreur asymétrique de 2016 avec des mécanismes similaires

### Traduction
- (en) Cet article est partiellement ou en totalité issu de l’article de Wikipédia en anglais intitulé « Propnight » (voir la liste des auteurs).